# Vlag van Mesen
De vlag van Mesen werd door de gemeenteraad op 23 maart 1989 officieel vastgesteld als de gemeentelijke vlag van de West-Vlaamse gemeente Mesen. Op 6 juni 1989 werd hij door het Bestuur van Vlaanderen bevestigd en uiteindelijk gepubliceerd op 8 november 1989 in het officiële Belgisch Staatsblad.
Officieel wordt de vlag beschreven als:
Blauw met een witte lelie.
De vlag is volledig gebaseerd op het gemeentewapen en ziet er dus helemaal hetzelfde uit.

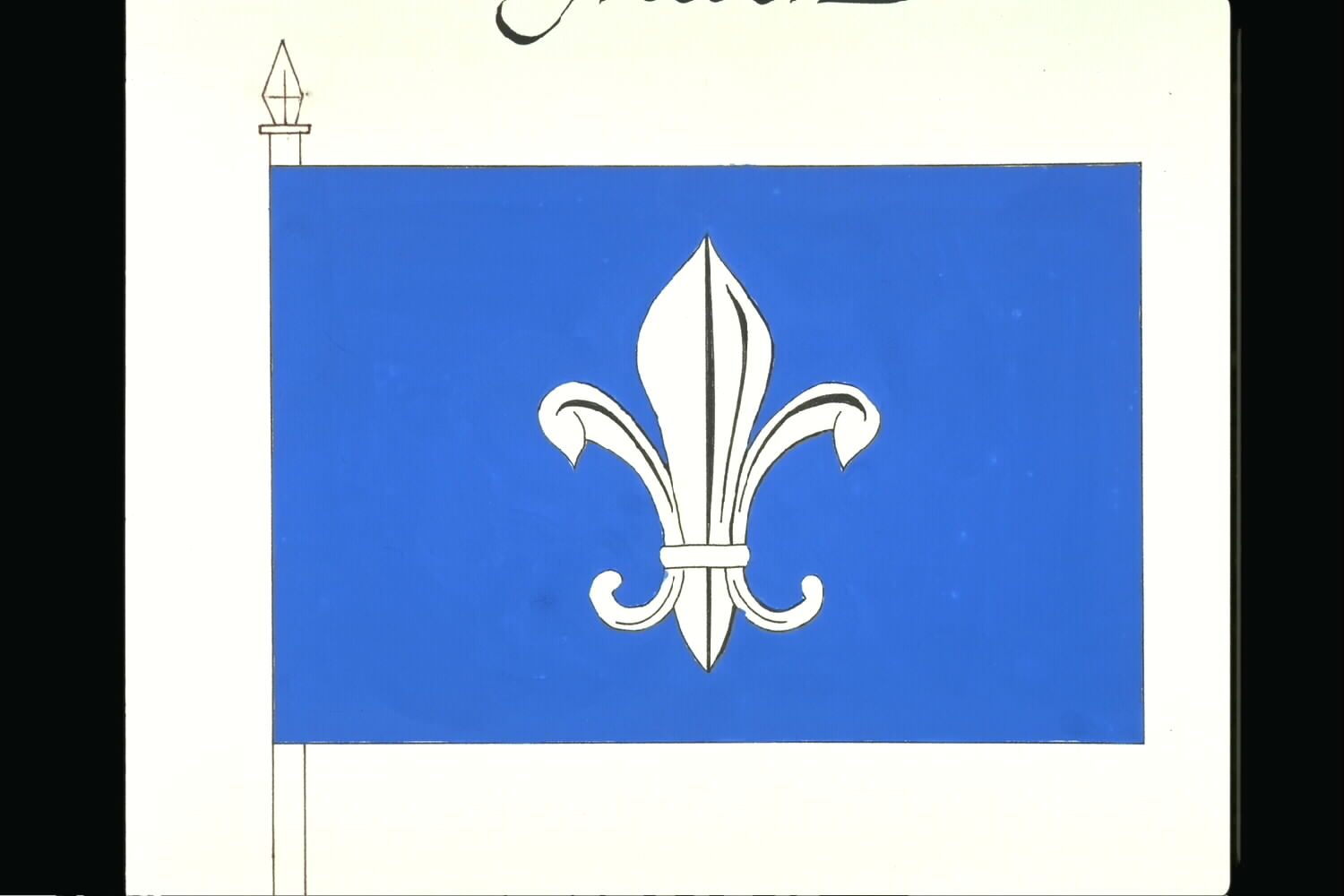
Officiële tekening van de vlag